# Dumog
Dumog es el estilo filipino, de lucha en posición vertical y se refiere al aspecto de agarre de las artes marciales filipinas, llamado Eskrima. Dumog es la palabra más comúnmente utilizada en Bisayas y Mindanao, mientras que la palabra Buno se utiliza en Luzón, específicamente en las provincias del sur, de habla tagala hasta Mindoro.
Las técnicas abarcan una serie de empujes, tirones, cambios de peso y llaves de articulaciones diseñados para "mover" al adversario, a menudo aprovechando su peso y la dirección de su fuerza para hacerle perder el equilibrio.